# Kim Tae-yun
Kim Tae-yun, kor. 김태윤 (ur. 28 września 1994 w Seulu) – południowokoreański łyżwiarz szybki, brązowy medalista olimpijski (2018), brązowy medalista mistrzostw Azji (2013).
W 2013 roku wystartował na mistrzostwach Azji w Changchun. Zdobył brązowy medal na dystansie 500 m, a na 1000 m był czwarty.
W 2014 roku zadebiutował w zimowych igrzyskach olimpijskich. W Soczi wystąpił w jednej konkurencji łyżwiarskiej – zajął 30. miejsce w biegu na 1000 m.
Dwukrotnie wystąpił na mistrzostwach świata w łyżwiarstwie szybkim na dystansach. W 2016 roku w Kołomnej zajął 6. miejsce na 500 m i 9. na 1000 m. W 2017 roku w Gangneung był 20. na 500 m i 13. na 1000 m. Trzykrotnie wystartował również w mistrzostwach świata w wieloboju sprinterskim – w 2014 roku w Nagano był 12., w 2016 roku w Seulu zajął 5. miejsce, a w 2017 roku w Calgary uplasował się na 14. miejscu.
W 2018 roku po raz drugi w karierze wystąpił na zimowych igrzyskach olimpijskich. Zaprezentował się w jednej konkurencji – zdobył brązowy medal olimpijski w biegu na 1000 m.
Wielokrotnie stawał na podium mistrzostw Korei Południowej. Tytuły mistrzowskie zdobył czterokrotnie (2016 – 1000 m, wielobój sprinterski, 2018 – 1000 m, 2019 – 1000 m). Czterokrotnie stał również na podium mistrzostw Korei Południowej juniorów, raz zdobywając złoty medal (2013).